# Dolichopus exclusus
Dolichopus exclusus är en tvåvingeart som beskrevs av Walker 1849. Dolichopus exclusus ingår i släktet Dolichopus och familjen styltflugor.
Artens utbredningsområde är Ontario. Inga underarter finns listade i Catalogue of Life.